# Labarrus lividus
Labarrus lividus är en skalbaggsart som beskrevs av Olivier 1789. Labarrus lividus ingår i släktet Labarrus och familjen Aphodiidae. Utöver nominatformen finns också underarten L. l. matusitai.